# Santalowie

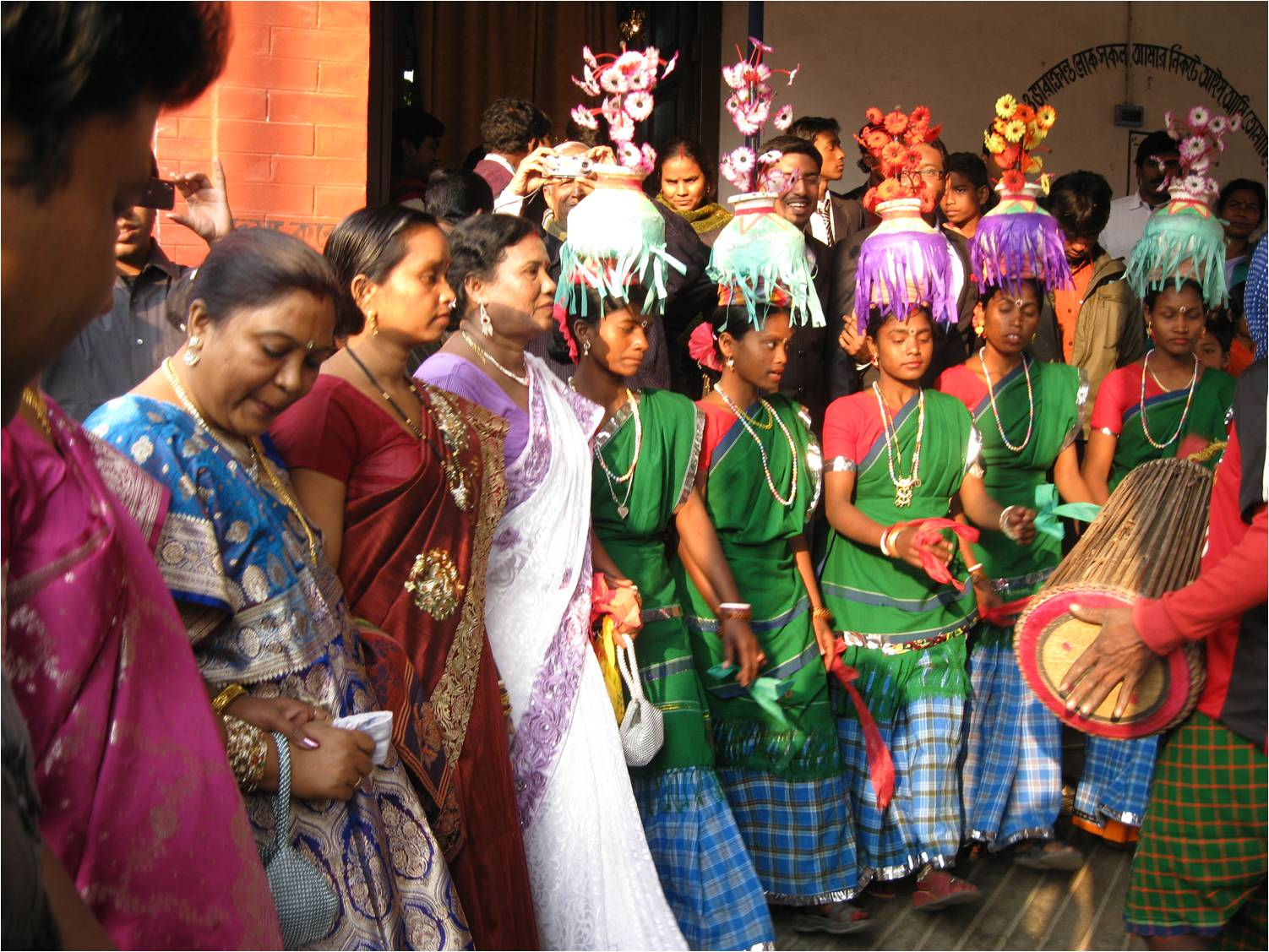
Taniec santalski

Santalowie (sat. ᱦᱚᱲ ᱦᱚᱯᱚᱱ, dewanagari संताल, beng. সাওতাল, ang. Santals) – lud z grupy Munda, posługujący się językiem santali, zamieszkujący głównie tereny indyjskich stanów Bihar, Bengal Zachodni, Orisa, Madhya Pradesh i Asam, mniejsze skupiska żyją także na przyległych obszarach Bhutanu, Bangladeszu i Nepalu. W 1993 roku liczebność Santalów sięgała 5,4 mln osób. 

## Społeczeństwo
Struktura społeczna Santalów opiera się na patrylinearnych rodach egzogamicznych. Małżeństwa są monogamiczne, chociaż sporadycznie zdarza się również poligamia.

## Gospodarka
Podstawą gospodarki pozostaje uprawa ryżu, kukurydzy i prosa, a także chów zwierząt, rybołówstwo rzeczne i myślistwo.

## Religia
W tradycyjnych wierzeniach Santalów dominującymi elementami są kult przodków i animizm, współcześnie ich religia nacechowana jest także wpływami hinduizmu.
Obiektami kultu są drzewa Sal (Shorea robusta, Sari Sarjom) zlokalizowane w centralnej części świętych gajów bengalskich Santalów.